# Tim-Kevin Ravnjak
Tim-Kevin Ravnjak né le 5 novembre 1996 à Celje est un snowbordeur slovène.

## Carrière
Il a débuté en Coupe du monde en 2009 à Saas-Fee, et obtient son premier top 10 en mars 2011. Il participe à ses premiers Championnats du monde en 2011. Dans sa carrière junior, il remporte quatre médailles aux Mondiaux de la catégorie dont deux en or dans la discipline du half-pipe en 2012 et 2014. 
En 2014, il est sélectionné pour les Jeux olympiques de Sotchi où il se classe huitième du concours de half-pipe, nouvelle épreuve au programme olympique. En 2015, il monte sur son premier podium international en décrochant la médaille de bronze du half-pipe aux Championnats du monde de Kreischberg.

## Palmarès

### Jeux olympiques d'hiver
| Épreuve / Édition | Sotchi 2014 |
| Half-pipe         | 8e          |

### Championnats du monde
- La Molina 2011 : 25e du half-pipe
- Stoneham 2013 : 22e du half-pipe et 24e du slopestyle
- Kreischberg 2015 :  Médaille de bronze en half-pipe

### Championnats du monde junior
- 2 médailles d'or en half-pipe en 2012 et 2014
- 1 médaille d'argent en half-pipe en 2013
- 1 médaille d'argent en slopestyle en 2011

### Jeux olympiques de la jeunesse
- Médaille d'argent en half-pipe lors des Jeux olympiques de la jeunesse 2012.

### Coupe du monde
- Meilleur classement en half-pipe : 12e en 2012.